# Ron Woodroof
Ronald Dickson "Ron" Woodroof (Dallas, 1950. február 3. – Dallas, 1992. szeptember 12.) amerikai HIV/AIDS-aktivista. Az AIDS-betegeken segítő Dallas Buyers Club alapítója. 

## Élete
Woodroof Dallasban született, Garland Odell Woodroof (1917. március 17. - 1983. december 3.) és Willie Mae Hughes (1917. november 25. - 1996. november 19.) gyermekeként. Háromszor nősült (Mary Etta Pybus 1969-1972, Rory S. Flynn 1972-1973, Brenda Shari Robin 1982-1986). Harmadik feleségétől, Brenda Shaari Robintól azért vált el, mert 1986-ban HIV vírust diagnosztizáltak a férfinál. 1988-ban létrehozta a Dallas Buyer Clubot, ami AIDS-es betegeknek segített Amerikában illegális, de hatásos gyógyszert szerezni. Woodroof beperelte az amerikai  Food and Drug Administrationt (FDA), mert a szervezet a peptid T nevű AIDS tüneteit enyhítő gyógyszert illegálisnak minősítette. Woodroofról egymásnak ellentmondó információkat nyilatkoztak ismerősei, egyesek szerint homoszexuális vagy biszexuális hajlamai voltak, mások szerint homofób és rasszista volt.

## Halála
Woodroof 1992. szeptember 12-én halt meg, 7 évvel azután, hogy HIV vírust diagnosztizáltak nála, pedig az orvosa akkor csupán 1-2 hónapot jósolt neki. Halálát AIDS komplikációi és tüdőgyulladás okozta.

## Emlékezete
Woodroof utolsó éveit dolgozza fel a 2013-as Mielőtt meghaltam című film. Woodroofot Matthew McConaughey alakítja a filmben, aki ezért a szerepéért megkapta a legjobb férfi főszereplőnek járó Oscar-díjat.

## Fordítás
- Ez a szócikk részben vagy egészben  a   Ron Woodroof című angol Wikipédia-szócikk fordításán alapul.  Az eredeti cikk szerkesztőit annak laptörténete sorolja fel. Ez a jelzés csupán a megfogalmazás eredetét és a szerzői jogokat jelzi, nem szolgál a cikkben szereplő információk forrásmegjelöléseként.